# Geradheitskriterium von Gale
Das Geradheitskriterium von Gale beschreibt eine Bedingung an die Eckenmengen von Facetten eines zyklischen Polytops. Es geht auf den Mathematiker David Gale zurück.
Eine Konsequenz des Geradheitskriteriums von Gale ist es, dass zwei gleichdimensionale zyklische Polytope mit gleicher Eckenanzahl kombinatorisch äquivalent sind. Man also von dem zyklischen d-Polytop mit n Ecken sprechen kann.

## Definition
Sei {\displaystyle V\!\,} die Eckenmenge eines zyklischen Polytops {\displaystyle C(d,n)\!\,} und sei {\displaystyle V_{d}\!\,} eine Menge aus d Ecken des Polytops.
Die konvexe Hülle von {\displaystyle V_{d}\!\,} ist dann genau dann eine Facette wenn jedes Paar aus zwei Ecken aus {\displaystyle V\setminus V_{d}\!\,} von einer geraden Anzahl von Ecken aus {\displaystyle V_{d}\!\,} auf der Momentenkurve getrennt wird.

## Beispiel
{\displaystyle C(3,6)\!\,} ist ein zyklisches Polytop in der Dimension 3 mit 6 Ecken. Seine Ecken sind nach ihrer Reihenfolge auf der Momentenkurve durchnummeriert. {\displaystyle V_{3}\!\,=\{0,3,4\}} ist eine Menge bestehend aus drei Ecken des Polytops.
{\displaystyle V\setminus V_{3}\!\,} besteht aus {\displaystyle \{1,2,5\}\!\,}.
- Die Ecken 1 und 2 werden von 0 Ecken auf der Momentenkurve getrennt.
- Die Ecken 1 und 5 werden von den zwei Ecken 3 und 4 auf der Momentenkurve getrennt.
- Die Ecken 2 und 5 werden von den zwei Ecken 3 und 4 auf der Momentenkurve getrennt.

{\displaystyle \mathrm {conv} (V_{3})\!\,} ist damit eine Facette von {\displaystyle C(3,6)\!\,}.